# Chironia serpyllifolia
Chironia serpyllifolia är en gentianaväxtart som beskrevs av Johann Georg Christian Lehmann. Chironia serpyllifolia ingår i släktet Chironia och familjen gentianaväxter. Inga underarter finns listade i Catalogue of Life.